# Grande Prêmio da Espanha de 2006
Resultados do Grande Prêmio da Espanha de Fórmula 1 realizado em Barcelona em 14 de maio de 2006. Sexta etapa do campeonato, foi vencido pelo espanhol Fernando Alonso, da Renault, com Michael Schumacher em segundo pela Ferrari e Giancarlo Fisichella em terceiro, também pela Renault.

## Pilotos de sexta-feira
| Construtor          | N° | Piloto           |
| ------------------- | -- | ---------------- |
| Williams-Cosworth   | 35 | Alexander Wurz   |
| Honda               | 36 | Anthony Davidson |
| Red Bull-Ferrari    | 37 | Robert Doornbos  |
| BMW Sauber          | 38 | Robert Kubica    |
| Midland-Toyota      | 39 | Giorgio Mondini  |
| Toro Rosso-Cosworth | 40 | Neel Jani        |
| Super Aguri-Honda   | -  | nenhum           |

## Classificação da prova

### Treinos classificatórios
| Pos.   | Nº | Piloto               | Equipe              | Q1        | Q2       | Q3       | Grid |
| ------ | -- | -------------------- | ------------------- | --------- | -------- | -------- | ---- |
| 1      | 1  | Fernando Alonso      | Renault             | 1:15.816  | 1:15.124 | 1:14.648 | 1    |
| 2      | 2  | Giancarlo Fisichella | Renault             | 1:16.046  | 1:14.766 | 1:14.709 | 2    |
| 3      | 5  | Michael Schumacher   | Ferrari             | 1:16.049  | 1:14.637 | 1:14.970 | 3    |
| 4      | 6  | Felipe Massa         | Ferrari             | 1:16.359  | 1:15.245 | 1:15.442 | 4    |
| 5      | 11 | Rubens Barrichello   | Honda               | 1:16.266  | 1:15.258 | 1:15.885 | 5    |
| 6      | 7  | Ralf Schumacher      | Toyota              | 1:16.234  | 1:15.164 | 1:15.885 | 6    |
| 7      | 8  | Jarno Trulli         | Toyota              | 1:16.174  | 1:15.068 | 1:15.976 | 7    |
| 8      | 12 | Jenson Button        | Honda               | 1:16.054  | 1:15.150 | 1:16.008 | 8    |
| 9      | 3  | Kimi Räikkönen       | McLaren-Mercedes    | 1:16.613  | 1:15.422 | 1:16.015 | 9    |
| 10     | 16 | Nick Heidfeld        | BMW Sauber          | 1:16.322  | 1:15.468 | 1:17.144 | 10   |
| 11     | 9  | Mark Webber          | Williams-Cosworth   | 1:16.685  | 1:15.502 |          | 11   |
| 12     | 4  | Juan Pablo Montoya   | McLaren-Mercedes    | 1:16.195  | 1:15.801 |          | 12   |
| 13     | 10 | Nico Rosberg         | Williams-Cosworth   | 1:17.213  | 1:15.804 |          | 13   |
| 14     | 17 | Jacques Villeneuve   | BMW Sauber          | 1:16.066  | 1:15.847 |          | 221  |
| 15     | 15 | Christian Klien      | Red Bull-Ferrari    | 1:16.627  | 1:15.928 |          | 14   |
| 16     | 20 | Vitantonio Liuzzi    | Toro Rosso-Cosworth | 1:17.105  | 1:16.661 |          | 15   |
| 17     | 21 | Scott Speed          | Toro Rosso-Cosworth | 1:17.361  |          |          | 16   |
| 18     | 18 | Tiago Monteiro       | Midland-Toyota      | 1:17.702  |          |          | 17   |
| 19     | 19 | Christijan Albers    | Midland-Toyota      | 1:18.024  |          |          | 18   |
| 20     | 22 | Takuma Sato          | Super Aguri-Honda   | 1:18.920  |          |          | 19   |
| 21     | 23 | Franck Montagny      | Super Aguri-Honda   | 1:20.763  |          |          | 20   |
| 22     | 14 | David Coulthard      | Red Bull-Ferrari    | sem tempo |          |          | 21   |
| Fonte: |    |                      |                     |           |          |          |      |

- Jacques Villeneuve largou em 22° após ser penalizado com a perda de dez posição por troca de motor.

### Corrida
| Pos.   | Nº | Piloto               | Construtor          | Voltas | Tempo/Diferença     | Grid | Pontos |
| ------ | -- | -------------------- | ------------------- | ------ | ------------------- | ---- | ------ |
| 1      | 1  | Fernando Alonso      | Renault             | 66     | 1:26:21.759         | 1    | 10     |
| 2      | 5  | Michael Schumacher   | Ferrari             | 66     | + 18.502            | 3    | 8      |
| 3      | 2  | Giancarlo Fisichella | Renault             | 66     | + 23.951            | 2    | 6      |
| 4      | 6  | Felipe Massa         | Ferrari             | 66     | + 29.853            | 4    | 5      |
| 5      | 3  | Kimi Räikkönen       | McLaren-Mercedes    | 66     | + 56.875            | 9    | 4      |
| 6      | 12 | Jenson Button        | Honda               | 66     | + 58.347            | 8    | 3      |
| 7      | 11 | Rubens Barrichello   | Honda               | 65     | + 1 volta           | 5    | 2      |
| 8      | 16 | Nick Heidfeld        | BMW Sauber          | 65     | + 1 volta           | 10   | 1      |
| 9      | 9  | Mark Webber          | Williams-Cosworth   | 65     | + 1 volta           | 11   |        |
| 10     | 8  | Jarno Trulli         | Toyota              | 65     | + 1 volta           | 7    |        |
| 11     | 10 | Nico Rosberg         | Williams-Cosworth   | 65     | + 1 volta           | 13   |        |
| 12     | 17 | Jacques Villeneuve   | BMW Sauber          | 65     | + 1 volta           | 22   |        |
| 13     | 15 | Christian Klien      | Red Bull-Ferrari    | 65     | + 1 volta           | 14   |        |
| 14     | 14 | David Coulthard      | Red Bull-Ferrari    | 65     | + 1 volta           | 21   |        |
| 15     | 20 | Vitantonio Liuzzi    | Toro Rosso-Cosworth | 63     | Pane hidráulica     | 15   |        |
| 16     | 18 | Tiago Monteiro       | Midland-Toyota      | 63     | + 3 voltas          | 17   |        |
| 17     | 22 | Takuma Sato          | Super Aguri-Honda   | 62     | + 4 voltas          | 19   |        |
| Ret    | 19 | Christijan Albers    | Midland-Toyota      | 48     | Asa quebrada        | 18   |        |
| Ret    | 21 | Scott Speed          | Toro Rosso-Cosworth | 47     | Motor               | 16   |        |
| Ret    | 7  | Ralf Schumacher      | Toyota              | 31     | Falha eletrônica    | 6    |        |
| Ret    | 4  | Juan Pablo Montoya   | McLaren-Mercedes    | 17     | Rodou               | 12   |        |
| Ret    | 23 | Franck Montagny      | Super Aguri-Honda   | 10     | Eixo de transmissão | 20   |        |
| Fonte: |    |                      |                     |        |                     |      |        |

## Tabela do campeonato após a corrida
| Pos.   | Piloto               | Pontos |
| ------ | -------------------- | ------ |
| 1      | Fernando Alonso      | 54     |
| 2      | Michael Schumacher   | 39     |
| 3      | Kimi Räikkönen       | 27     |
| 4      | Giancarlo Fisichella | 24     |
| 5      | Felipe Massa         | 20     |
| Fonte: |                      |        |

| Pos.   | Construtor       | Pontos |
| ------ | ---------------- | ------ |
| 1      | Renault          | 78     |
| 2      | Ferrari          | 59     |
| 3      | McLaren–Mercedes | 42     |
| 4      | Honda            | 24     |
| 5      | BMW Sauber       | 12     |
| Fonte: |                  |        |

- Nota: Somente as primeiras cinco posições estão listadas.